# رونالد مور (سياسي)
رونالد مور هو سياسي كندي، ولد في 22 ديسمبر 1913 في كندا، وتوفي في 21 نوفمبر 2003 ببراندون في كندا. حزبياً، نشط في Co-operative Commonwealth Federation ‏. وقد انتخب عضو مجلس العموم الكندي.